# Лісардо Гарсія
Лісардо Гарсія Сорроса (ісп. Lizardo García Sorroza; 26 квітня 1844 — 29 травня 1927) — еквадорський політик, президент країни з серпня 1905 до січня 1906 року.

## Життєпис
Служив пожежним у рідному місті. Був засновником Торгової палати Ґуаякіля. Обіймав посаду міністра фінансів за правління генерала Елоя Альфаро. Обирався до Сенату від провінції Гуаяс, займав пост віце-президента законодавчого органу країни. Був радником у мерії Ґуаякіля.
1905 року здобув перемогу на президентських виборах, однак прослужив на посту глави держави лише кілька місяців. Був усунутий від влади в результаті революції під керівництвом генерала Елоя Альфаро. Перебував у вигнанні у Коста-Риці до 1911 року.